# Thymus kirgisorum
Thymus kirgisorum là một loài thực vật có hoa trong họ Hoa môi. Loài này được Dubj. miêu tả khoa học đầu tiên năm 1913.